# Germanis
Germanis (en llatí Germanii, en grec Γερμάνιοι 'Germanioi') van ser una de les tres tribus d'agricultors dels perses segons diu Heròdot.
El més probable és que es tracti dels carmanis habitants de la Carmània (avui Kirman), ja que Agatàrquides esmenta aquest país com a Germania; però altres pensen que es tractaria del poble dels erman, que vivia al nord de l'Oxus i que després es van anomenar els corasmis.
Estrabó, basant-se en Nearc i Onesícrit, diu que la seva terra era molt rica, i que tenien moltes similituds culturals amb els perses. Especifica que tenien unes formes similars en el cultiu de la terra, especialment en les vinyes. Estrabó comenta que al seu territori hi havia molt pocs cavalls, i que anaven muntats en rucs, fins i tot a la guerra. Cap home no es podia casar abans d'haver tallat el cap a un enemic.